# Olivier de Crock
Olivier de Crock (Ieper, 1612 - Brussel, 1674), ook Olivierus a Sant Anastasio, was een Zuid-Nederlands karmeliet. Van De Crock is, buiten het feit dat hij karmeliet werd, alleen bekend dat hij verschillende werken publiceerde.

## Publicaties
- Den geestelijke lusthof der carmelieten, 2 delen, 1659-1661.
- De onderwijsende tsamenspraecken der beesten, eerst in het Grieks beschreven door den H. Cyrillus, met dichten en sluitredens versiert, 1666.
- Den triumph van de H. Maria Magdalena van Pazzi, 1669.